# SZA (Sängerin)

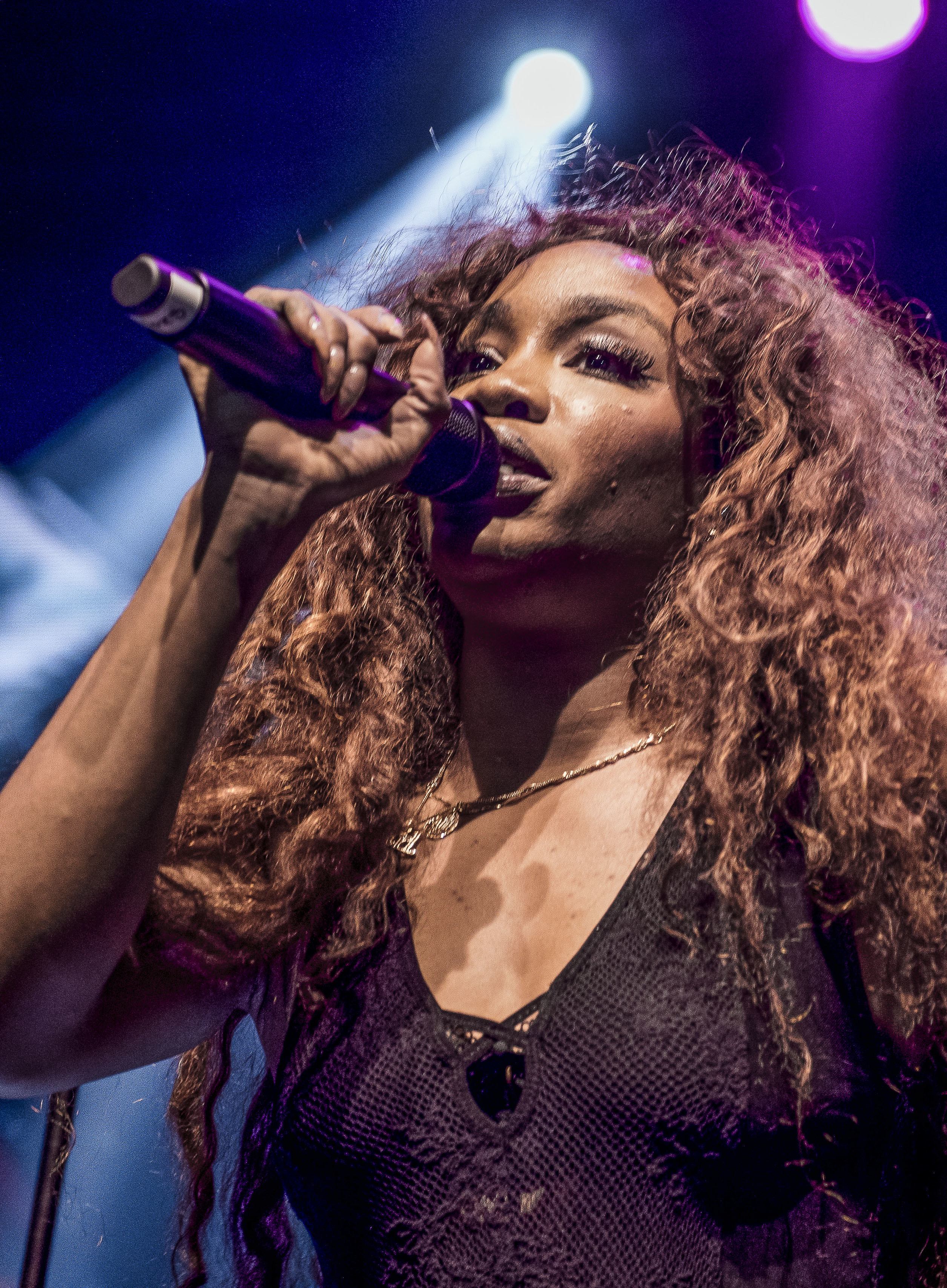
SZA (2017)

SZA [ˈsɪzə] (* 8. November 1989 in St. Louis, Missouri; bürgerlich Solána Imani Rowe) ist eine US-amerikanische R&B-Sängerin.

## Leben
Rowe wurde 1989 in St. Louis, Missouri als Tochter eines Produktionsleiters bei CNN und einer Managerin bei AT&T geboren. Aufgewachsen ist sie in Maplewood, New Jersey und wurde muslimisch orthodox erzogen. Die islamische Glaubensrichtung hält sie bis heute bei. Nach ihrem Schulabschluss begann sie ein Studium der Meeresbiologie, brach dieses jedoch nach einiger Zeit ab. Ihr Künstlername ist eine Anlehnung an den Rapper RZA sowie an das Supreme Alphabet. Beim Super Bowl LIX im Jahr 2025 in New Orleans trat sie mit Kendrick Lamar auf. 

## Karriere
Erstmals Bekanntheit erlangte Rowe im Oktober 2012, als sie die EP See.SZA.Run ohne Mitwirkung eines Musiklabels veröffentlichte. Es folgten die EPs S (2013) und Z (2014). Ihr Debütalbum Ctrl erschien am 9. Juni 2017 und erhielt durchweg positive Kritiken. Es erreichte auf Anhieb Platz drei der Billboard 200. Die Singleauskopplungen The Weekend und Love Galore wurden 2017 in den USA mit Platin ausgezeichnet. Im August 2017 startete sie die Ctrl the Tour. Die Sängerin wurde mehrfach für die Grammy Awards 2018 nominiert, darunter für das beste Urban-Contemporary-Album.
Bei Bekanntgabe der Nominierungen für die Grammy Awards 2024 wurde SZA am häufigsten berücksichtigt. Sie wurde in neun Kategorien nominiert, unter anderem für ihren Song Kill Bill und ihr von der Kritik gelobtes Album SOS.

## Trivia
Anfang 2025 zeigte sich Rowe in Sozialen Medien in einem deutschen Fußballtrikot aus den 1990ern, welches seinerzeit zum Sponsoring eines Kreisligavereins mit Werbeaufdruck eines örtlichen Garten- und Landschaftsbauers in Heinsberg angefertigt wurde. Es ist unbekannt, wie Rowe an das Trikot gelangte und warum sie es trägt.

## Diskografie
Studioalben

| Jahr | Titel Musiklabel                          | Höchstplatzierung, Gesamtwochen, AuszeichnungChartplatzierungen (Jahr, Titel, Musiklabel, Platzierungen, Wochen, Auszeichnungen, Anmerkungen) | Höchstplatzierung, Gesamtwochen, AuszeichnungChartplatzierungen (Jahr, Titel, Musiklabel, Platzierungen, Wochen, Auszeichnungen, Anmerkungen) | Höchstplatzierung, Gesamtwochen, AuszeichnungChartplatzierungen (Jahr, Titel, Musiklabel, Platzierungen, Wochen, Auszeichnungen, Anmerkungen) | Höchstplatzierung, Gesamtwochen, AuszeichnungChartplatzierungen (Jahr, Titel, Musiklabel, Platzierungen, Wochen, Auszeichnungen, Anmerkungen) | Höchstplatzierung, Gesamtwochen, AuszeichnungChartplatzierungen (Jahr, Titel, Musiklabel, Platzierungen, Wochen, Auszeichnungen, Anmerkungen) | Anmerkungen                                                  |
| Jahr | Titel Musiklabel                          | DE | AT | CH | UK | US | Anmerkungen                                                  |
| ---- | ----------------------------------------- | --- | --- | --- | --- | --- | ------------------------------------------------------------ |
| 2017 | Ctrl Top Dawg Entertainment • RCA Records | — | — | CH64 (2 Wo.)CH | UK45 Platin · (18 Wo.)UK | US3 ×5Fünffachplatin · (… Wo.)US | Erstveröffentlichung: 9. Juni 2017 Verkäufe: + 5.630.000     |
| 2022 | SOS Top Dawg Entertainment • RCA Records  | DE32 (… Wo.)DE | AT13 (… Wo.)AT | CH2 Gold · (… Wo.)CH | UK2 Platin · (… Wo.)UK | US1 ×6Sechsfachplatin · (… Wo.)US | Erstveröffentlichung: 9. Dezember 2022 Verkäufe: + 7.405.500 |